# Евгений Патерас
Евгений (на гръцки: Ευγένιος, Евгениос) е гръцки духовник от XVIII – XIX век, митрополит на Вселенската патриаршия.

## Биография
Роден e около 1808 година в южномакедонския град Сервия (Серфидже), тогава Османската империя, днес Гърция в семейството на Константинос и Василики Патерас (Πατέρας). Остава рано сирак и епископ Вениамин го взима под своя опека. Учи в училището в Кожани и в 1825 година е ръкоположен за дякон. Като архимандрит служи в Солун и след това е свещеник в Лайпциг. През март 1849 г. след оставката на Вениамин е избран и след това ръкоположен и интронизиран да епископ на Сервия и Кожани. При неговото управление в 1882 година епископията е въздигната в митрополия. Митрополит на Сервия и Кожани е до оставката си през 1889 година.
Умира в Кожани на 12 април 1890 година.